# Campeonato Europeo de Halterofilia de 1949
El XXIX Campeonato Europeo de Halterofilia se celebró en La Haya (Países Bajos) entre el 4 y el 6 de septiembre de 1949 bajo la organización de la Federación Europea de Halterofilia (EWF) y la Federación Neerlandesa de Halterofilia.
El evento fue realizado en el XXVII Campeonato Mundial de Halterofilia. Los tres mejores halterófilos europeos de cada categoría recibieron las correspondientes medallas.

## Medallistas
| Evento   | Oro                               | Plata                               | Bronce                              |
| -------- | --------------------------------- | ----------------------------------- | ----------------------------------- |
| 56 kg    | Marcel Thévenet Francia 267,5     | —                                   | —                                   |
| 60 kg    | Johan Runge Dinamarca 312,5       | Max Heral Francia 302,5             | Einar Sundström · Finlandia · 270,0 |
| 67,5 kg  | Arvid Andersson · Suecia · 322,5  | Unto Lehtonen · Finlandia · 300,0   | Théodore Huyghe · Bélgica · 297,5   |
| 75 kg    | Ernest Peppiatt Reino Unido 335,0 | Frank Teräskari · Finlandia · 332,5 | Lauri Kinnunen · Suecia · 330,0     |
| 82,5 kg  | Jean Debuf Francia 382,5          | Ernest Roe Reino Unido 350,0        | Juhani Vellamo · Finlandia · 342,5  |
| +82,5 kg | Niels Petersen Dinamarca 390,0    | Robert Allart · Bélgica · 387,5     | Raymond Herbaux Francia 365,0       |

1. ↑  Fuerza (kg) + arrancada (kg) + dos tiempos (kg) = TOTAL (kg)

## Medallero
| Núm. | País        | Oro | Plata | Bronce | Total |
| ---- | ----------- | --- | ----- | ------ | ----- |
| 1    | Francia     | 2   | 1     | 1      | 4     |
| 2    | Dinamarca   | 2   | 0     | 0      | 2     |
| 3    | Reino Unido | 1   | 1     | 0      | 2     |
| 4    | Suecia      | 1   | 0     | 1      | 2     |
| 5    | Finlandia   | 0   | 2     | 2      | 4     |
| 6    | Bélgica     | 0   | 1     | 1      | 2     |
|      | TOTAL       | 6   | 5     | 5      | 16    |